# Hội Vật lý Việt Nam
Hội Vật lý Việt Nam là tổ chức xã hội nghề nghiệp tự nguyện của những công dân Việt Nam, hoạt động trên lĩnh vực nghiên cứu, giảng dạy, ứng dụng và phổ biến kiến thức về vật lý, được thành lập ngày 15 tháng 2 năm 1966 tại Hà Nội bởi những người sáng lập: cố giáo sư Tạ Quang Bửu, cố GS Ngụy Như Kon Tum và GS Đinh Ngọc Lân.
Hội Vật lý Việt Nam là thành viên của Liên hiệp các Hội Khoa học và Kĩ thuật Việt Nam.

## Lịch sử
Hội Vật lý Việt Nam là tổ chức xã hội nghề nghiệp tự nguyện của những công dân Việt Nam, hoạt động trên lĩnh vực nghiên cứu, giảng dạy, ứng dụng và phổ biến kiến thức về vật lí, được thành lập ngày 15 tháng 8 năm 1966 tại Hà Nội bởi cố giáo sư Tạ Quang Bửu, cố GS Ngụy Như Kon Tum và GS Đinh Ngọc Lân. Hội Vật lý Việt Nam là thành viên của Liên hiệp các Hội Khoa học và Kĩ thuật Việt Nam.
- Ban Chấp hành Trung ương Hội khoá 1 (1966-1985) gồm 17 uỷ viên. Cố GS Ngụy Như Kon Tum làm Chủ tịch. Cố GS TS Nguyễn Đình Tứ, GS Dương Trọng Bái, GS TS Nguyễn Hoàng Phương làm Phó Chủ tịch. GS Đinh Ngọc Lân làm Tổng Thư ký.
- Ban Chấp hành Trung ương Hội khoá 2 (1985-1991) gồm 27 uỷ viên. Cố GS Nguỵ Như Kon Tum làm Chủ tịch. GS VS Đào Vọng Đức làm Phó Chủ tịch. GS TSKH Vũ Xuân Quang làm Tổng Thư ký.
- Ban Chấp hành Trung ương Hội khoá 3 (1991-1997) gồm 26 uỷ viên. GS VS Nguyễn Văn Hiệu làm Chủ tịch. GS VS Đào Vọng Đức, GS TS Nguyễn Châu, GS TS Nguyễn Ngọc Giao làm Phó Chủ tịch. PGS TS Nguyễn Văn Bửu làm Tổng Thư ký.
- Ban Chấp hành Trung ương Hội khoá 4 (1997-2002) gồm 40 uỷ viên. GS VS Nguyễn Văn Hiệu làm Chủ tịch. GS VS Đào Vọng Đức, GS TSKH Nguyễn Châu, GS TS Nguyễn Ngọc Giao, GS TS Phạm Quý Tư làm Phó Chủ tịch. PGS TS Nguyễn Văn Bửu làm Tổng Thư ký.
- Ban Chấp hành Trung ương Hội khoá 5 (2002-2007) gồm 40 uỷ viên. GS VS Nguyễn Văn Hiệu làm Chủ tịch danh dự. GS TS Phan Hồng Khôi làm Chủ tịch. GS TSKH Nguyễn Châu, GS TSKH Thân Đức Hiền, GS TS Cao Minh Thì làm Phó Chủ tịch. PGS TS Chu Đình Thuý làm Tổng Thư ký.
- Ban Chấp hành Trung ương Hội khoá 6 (2008-2013) gồm 59 uỷ viên. GS VS Nguyễn Văn Hiệu làm Chủ tịch danh dự. GS TS Phan Hồng Khôi làm Chủ tịch. PGS TS Chu Đình Thuý làm Phó Chủ tịch, Tổng Thư ký. GS TSKH Thân Đức Hiền, PGS TS Cao Minh Thì, GS TS Nguyễn Xuân Hãn làm Phó Chủ tịch.
- Ban Chấp hành Trung ương Hội khoá 7 (2013-2018) gồm 61 uỷ viên. GS VS Nguyễn Văn Hiệu làm Chủ tịch danh dự. GS TS Nguyễn Đại Hưng làm Chủ tịch. PGS TS Chu Đình Thúy làm Phó Chủ tịch thường trực. GS TS Nguyễn Đức Chiến, GS TS Nguyễn Xuân Hãn, PGS TS Đinh Xuân Khoa, GS TS Nguyễn Quang Liêm, PGS TS Cao Minh Thì làm Phó Chủ tịch. GS TS Nguyễn Toàn Thắng làm Tổng Thư kí.
- Ban Chấp hành Trung ương Hội khoá 8 (2018-2023)[2] gồm 68 uỷ viên.[3] GS VS Nguyễn Văn Hiệu làm Chủ tịch danh dự. GS TS Nguyễn Đại Hưng làm Chủ tịch. PGS TS Chu Đình Thúy làm Phó Chủ tịch thường trực. GS TS Nguyễn Đức Chiến, GS TS Bạch Thành Công, GS TS Đinh Xuân Khoa, GS TS Nguyễn Quang Liêm, PGS TS Cao Minh Thì làm Phó Chủ tịch. PGS TS Nguyễn Hồng Quang làm Tổng Thư kí.
- Ban Chấp hành Trung ương Hội khoá 9 (2023-2028) gồm 68 ủy viên. GS TS Nguyễn Quang Liêm làm Chủ tịch. PGS TS Nguyễn Hồng Quang làm Phó Chủ tịch kiêm Tổng Thư ký. Các Phó Chủ tịch khác gồm: PGS TS Lưu Tiến Hưng, GS TS Vũ Đình Lãm, PGS TS Đoàn Đình Phương, PGS TS Phạm Xuân Quế, PGS TS Chu Đình Thúy, PGS TS Lâm Quang Vinh.

## Cơ quan trực thuộc Ban Chấp hành Trung ương Hội
- Văn phòng Trung ương Hội
- Tạp chí Vật lý Ngày nay
- Tạp chí Vật lý và Tuổi trẻ
- Câu lạc bộ Vật lý
- Ban Công tác Nữ

## Các Chi hội
- Chi Hội Vật lý Hà Nội
- Chi Hội Vật lý Tp Hồ Chí Minh
- Chi Hội Vật lý Thừa Thiên Huế
- Chi Hội Vật lý Nam Định
- Chi Hội Vật lý Hà Nam
- Chi Hội Vật lý Khánh Hoà
- Chi Hội Vật lý Viện Vật lí, Viện hàn lâm khoa học và KHCN Việt Nam
- Chi Hội Vật lý Viện Khoa học Vật liệu
- Chi Hội Vật lý Đại học Khoa học Tự nhiên, Đại học Quốc gia Hà Nội
- Chi Hội Vật lý Đại học Sư phạm Hà Nội
- Chi Hội Vật lý Đại học Bách khoa Hà Nội
- Chi Hội Vật lý Đại học Thái Nguyên
- Chi Hội Vật lý Đại học Qui Nhơn
- Chi Hội Vật lý Ứng dụng Hà Nội
- Chi Hội Vật lý Công nghệ
- Chi Hội Vật lý Đà Lạt
- Hội Vật lý Lý thuyết
- Hội Quang và Quang phổ
- Hội Vật lý Y tế
- Hội Giảng dạy Vật lý
- Hội Vật lý Hạt nhân
- Hội Thiên văn Vũ trụ
- Hội Khoa học Vật liệu
- Hội Vật lý Ứng Dụng